# Linkenbach (Eitorf)
Linkenbach war eine Ortschaft in der Gemeinde Eitorf im Rhein-Sieg-Kreis. Sie bildet heute den nordöstlichen Teil von Mühleip.

## Lage
Linkenbach liegt in der Eitorfer Schweiz auf dem Leuscheid. Nachbarorte sind neben Mühleip im Südwesten: Hove im Nordosten und Stein im Norden. Linkenbach ist über die Landesstraße 86 erreichbar.

## Geschichte
1830 hatte Linkenbach 60 Bewohner.
1845 hatte der Weiler 55 katholische Einwohner in 14 Häusern und eine Mühle.
1888 hatte Linkenbach 77 Bewohner in 17 Häusern.
1925 waren hier 19 Haushalte in 17 Häusern verzeichnet.